# Laareind
Laareind is een buurtschap behorende tot de gemeente Rhenen, in de provincie Utrecht. Het ligt ten zuidoosten van het dorpje Achterberg. Het is het meest oostelijke plaatsje van de provincie Utrecht.
Bij Laareind bevindt zich de boerderij Levendaal; deze boerderij staat op de plaats waar tot ongeveer 1820 het Huis Levendaal was. Bij de boerderij staat een Hollandse linde (Tilia ×europaea), waarvan de leeftijd wordt geschat op 350 tot 600 jaar.
In de nabijheid van Laareind — in de richting van de Grebbedijk — bevindt zich de zorginstelling Heimerstein; deze instelling is gebouwd op een terrein waar zich tot 1940 ook een kasteel bevond.